# Ibis plombé
Theristicus caerulescens
Espèce
Statut de conservation UICN

 LC  : Préoccupation mineure
L'Ibis plombé (Theristicus caerulescens) est une espèce d'oiseau des régions tropicales et sous-tropicales du nouveau monde appartenant à la famille des Threskiornithidae.

## Galerie
- Theristicus caerulescens

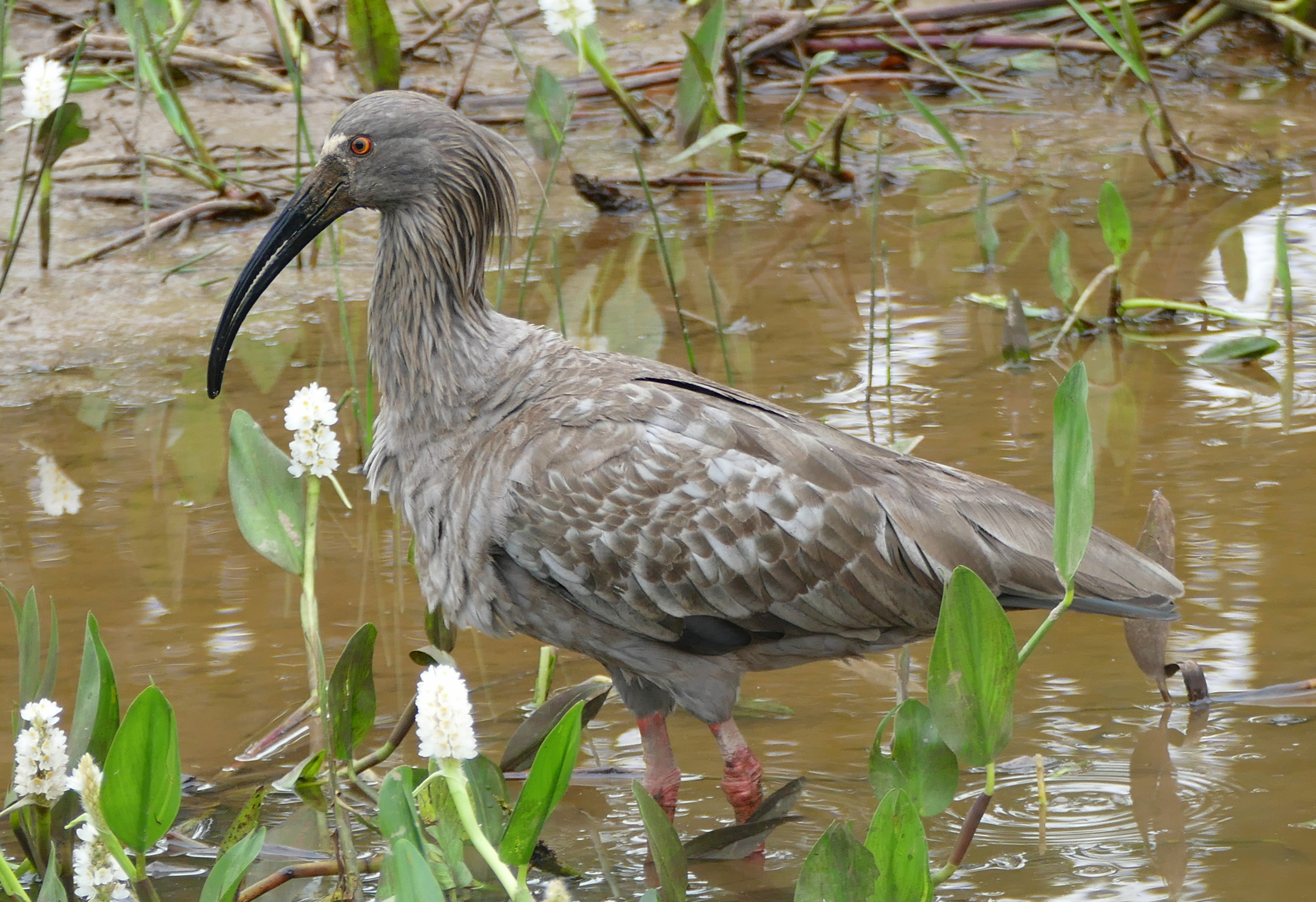
Ibis plombé (Mato Grosso, Brésil)
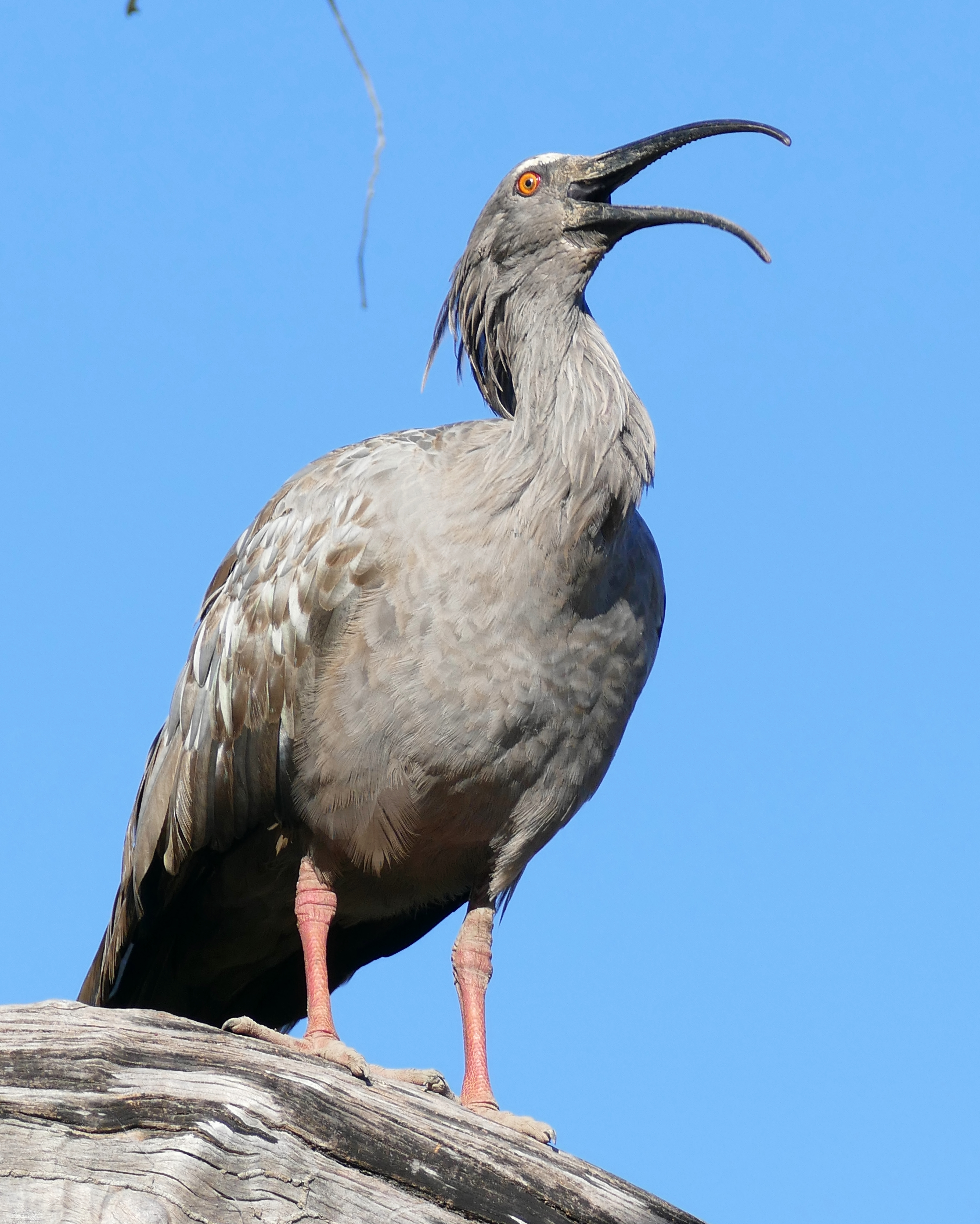
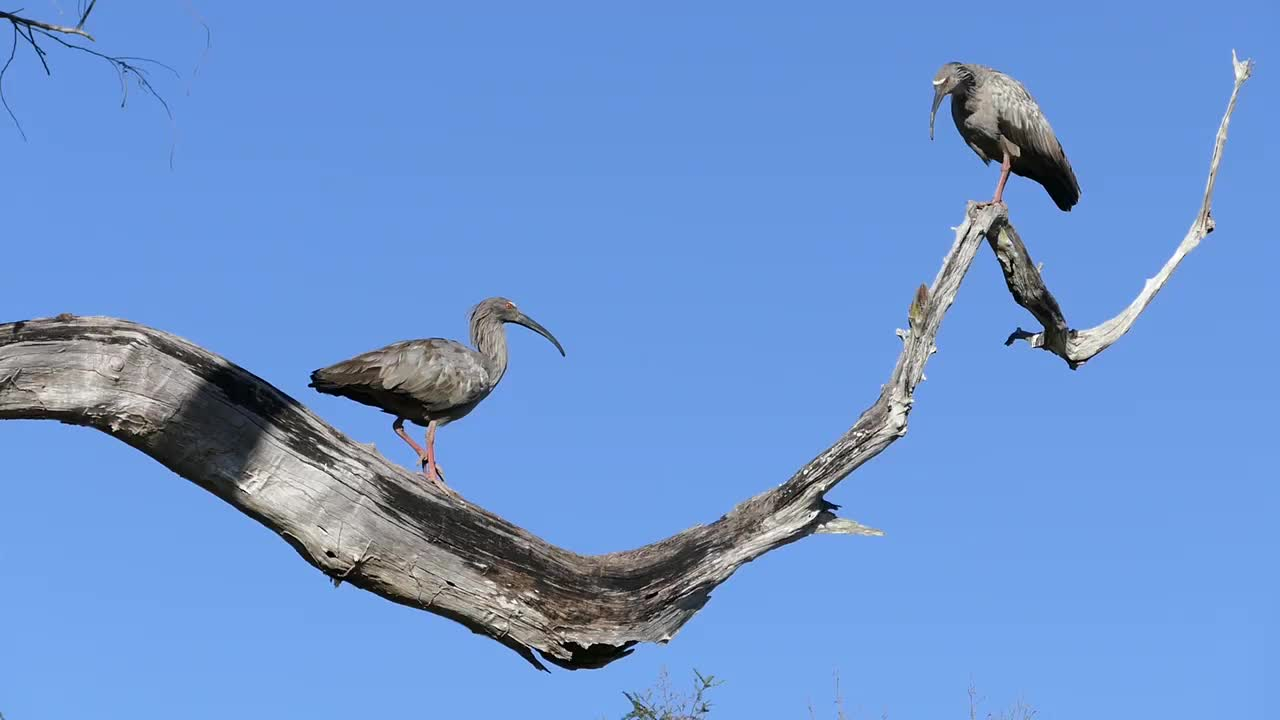
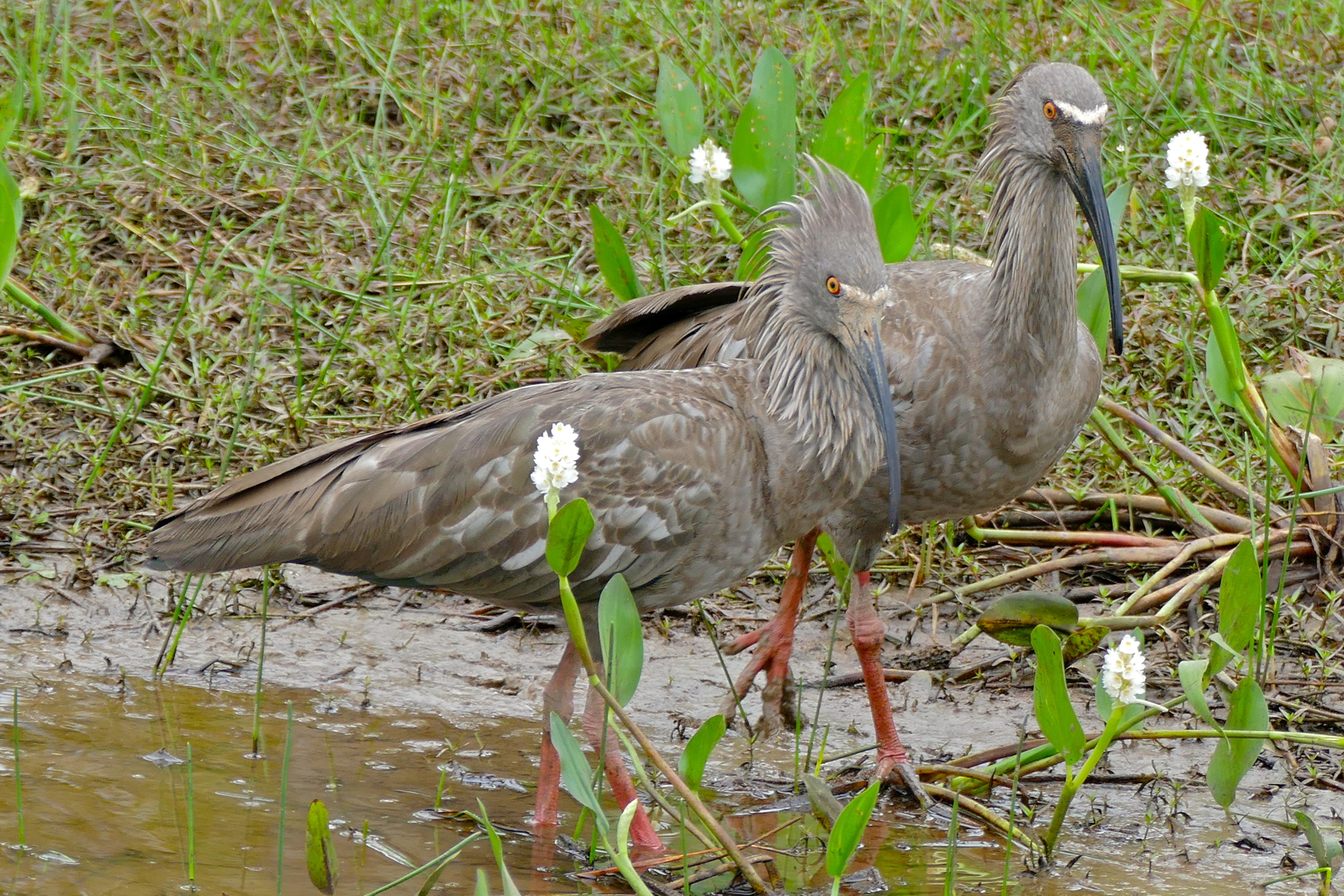
Couple